# Seleção Moldávia de Futebol

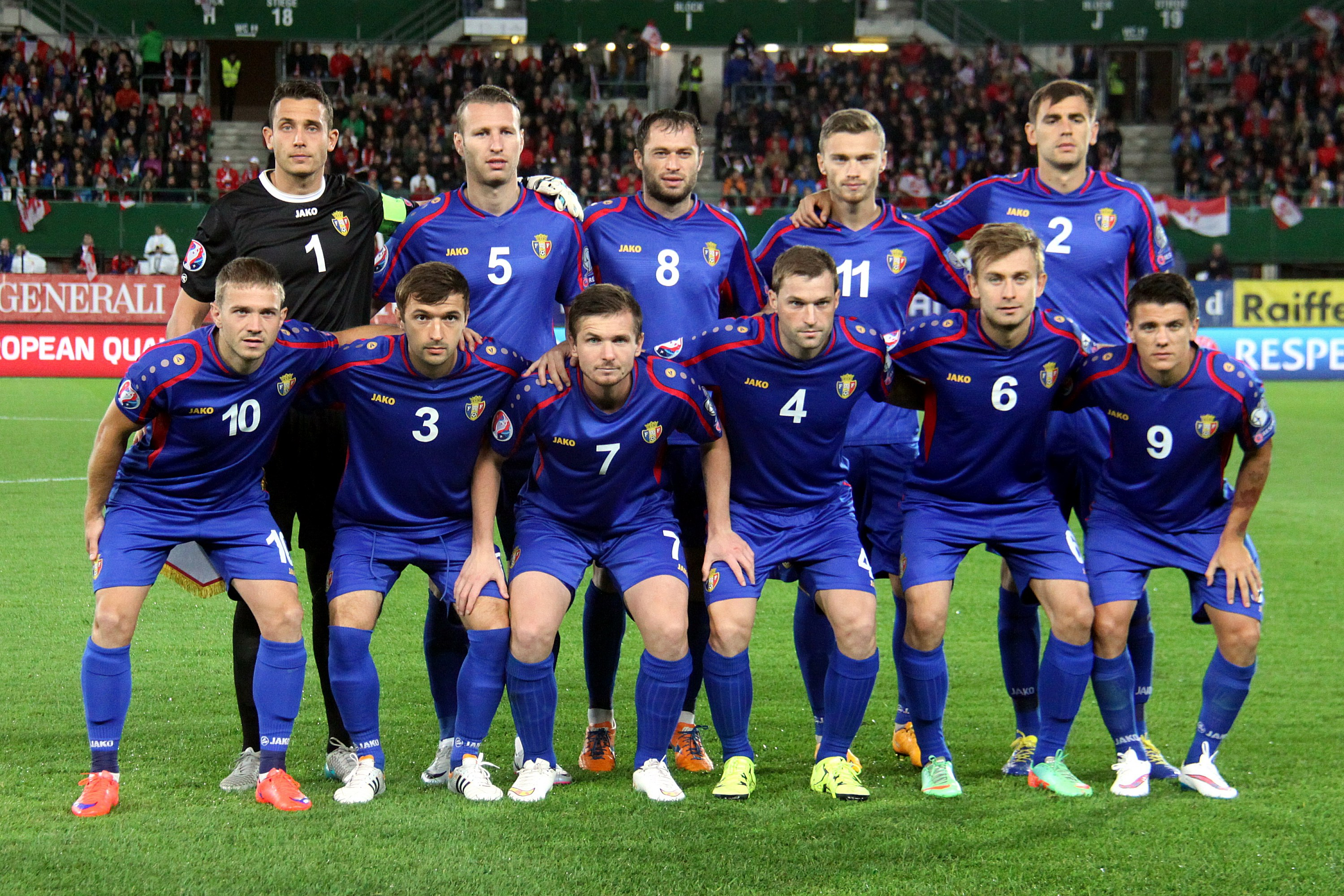
Seleção Moldávia de Futebol (2015).

A Seleção Moldávia de Futebol (em romeno. Echipa națională de fotbal a Moldovei) é a seleção nacional de futebol da Moldávia, gerida pela Associação de Futebol da Moldávia, e que representa o país nas competições oficiais da FIFA. Disputaram sua primeira partida em 2 de julho de 1991, antes do fim da União Soviética, contra a Geórgia. O primeiro jogo oficial da seleção, filiada à FIFA desde 1994, foi um empate por 1 a 1 com os Estados Unidos, em abril do mesmo ano.
Seus dois primeiros resultados de destaque vieram durante a qualificação para o Eurocopa de 1996, quando obteve vitórias sobre a Geórgia (1-0), em Tbilisi, e o País de Gales (3-2), em Chisinau, além de ter conquistado vitórias expressivas sobre Hungria (3 a 0, pelas eliminatórias da Eurocopa de 2008), Montenegro (5 a 2, pelas eliminatórias da Copa de 2014) e Polônia (3 a 2) e um empate com a Tchéquia, estas últimas pelas eliminatórias da Eurocopa de 2024. A equipe, no entanto, nunca se classificou para as fases finais do campeonato europeu ou da Copa do Mundo da FIFA, ficando próxima de conseguir uma vaga inédita para a edição de 2024.

## Histórico em Copas do Mundo
- 1930 a 1938 - Não se inscreveu, integrou a Seleção Romena de Futebol
- 1950 a 1994 - Não se inscreveu, integrou a Seleção Soviética de Futebol
- 1998 a 2022 - Não se classificou
- 2026 - Em disputa

## Histórico em Campeonatos Europeus
- 1960 a 1992 - Não se inscreveu, integrou a Seleção Soviética de Futebol
- 1996 a 2024 - Não se classificou

## Recordes
- Atualizado até 26 de março de 2024[4][5]

Jogadores em negrito ainda em atividade pela Seleção Moldávia.